# لويس ميغيل غارسيس
لويس ميغيل غارسيس (12 أغسطس 1982 في الإكوادور - ) هو لاعب كرة قدم إكوادوري في مركز الهجوم. لعب مع برشلونة جواياكويل وليغا دي كيتو ونادي ماكارا وموشك رونا ‏.